# Evy Poppe
Evy Poppe, né le 2 mars 2004 à Gand en Belgique, est une snowboardeuse belge.

## Biographie
Evy Poppe est originaire de Gand. Elle remporte la médaille d'or en slopestyle lors des Jeux olympiques de la jeunesse de 2020 à Lausanne. Elle y obtient 94,00 points lors de sa dernière descente et bat la Néerlandaise Melissa Pepperkamp de 2,25 points,. En 2021, elle remporte la médaille d'or en slopestyle lors des Championnats du monde junior de snowboard de la FIS.

## Palmarès

### Jeux olympiques
| Épreuve / Édition | Big air | Slopestyle |
| ----------------- | ------- | ---------- |
| JO 2022 Pékin     | 24e     | 14e        |

### Coupe du monde
- 1 podium en big air.

### Jeux olympiques de la jeunesse
- Lausanne 2020 :
  -  Médaille d'or en slopestyle.

### Championnats du monde junior
- Kläppen 2019 :
  -  Médaille de bronze en big air.

- Krasnoïarsk 2021 :
  -  Médaille d'or en slopestyle.
  -  Médaille de bronze en big air.